# Peipehsuchus

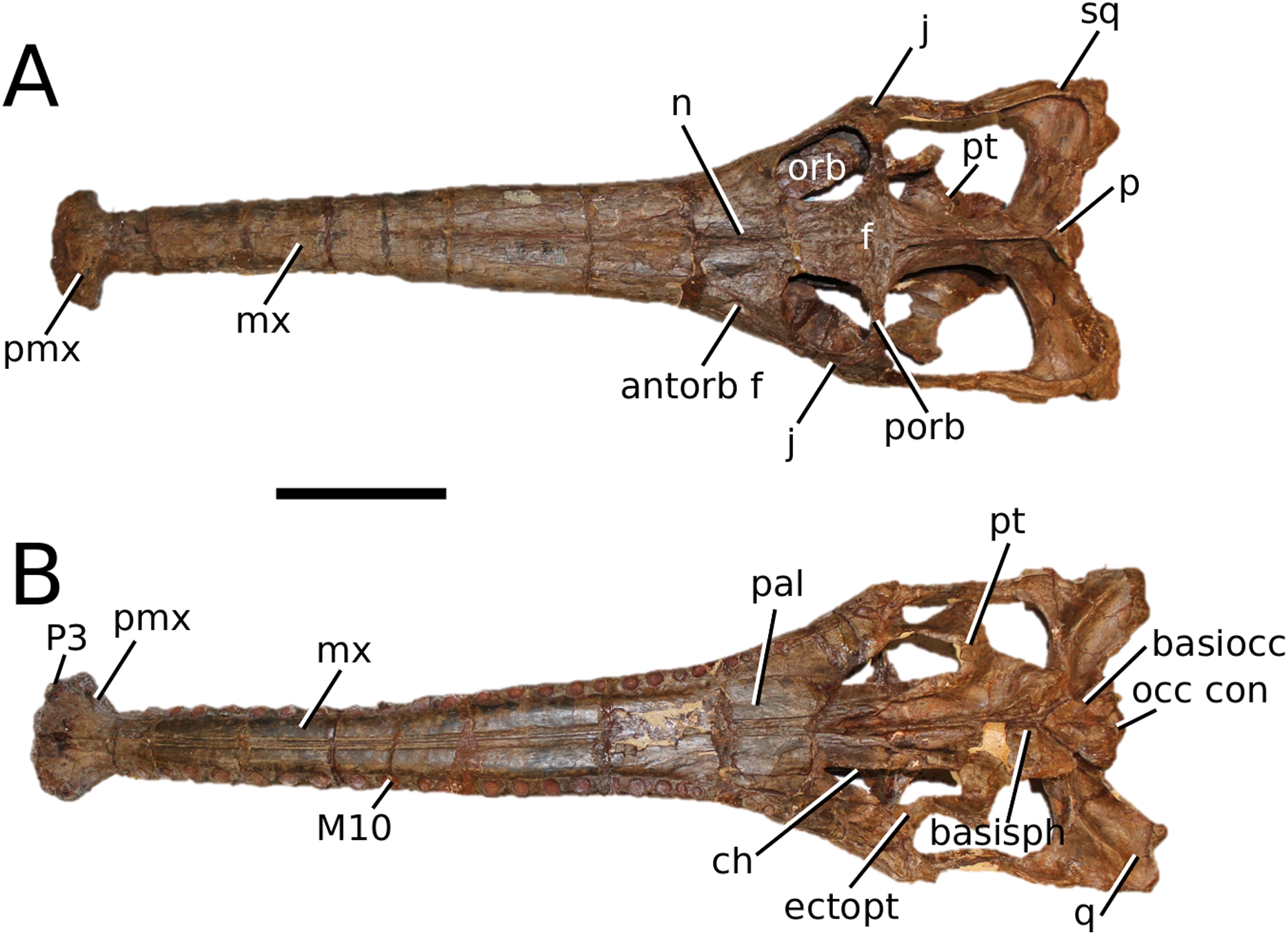

Peipehsuchus es un género extinto de crocodiliforme teleosáurido, grupo de cocodrilos similares a gaviales, con tendencia a la adaptación a la vida acuática, procedente del período Toarciano (Jurásico). La especie tipo, P. teleorhinus, es conocida de China, también siendo reportado de localidades en Kirguizistán, en la región de Fergana (Nessov et al, 1989). Originalmente se le consideró miembro de la familia de los folidosáuridos (según Steel, 1973), pero los análisis posteriores demostraron sus afinidades con los teleosáuridos (sugerido primero por Buffeteaut, 1982 y corroborado por Li en 1993).